# Neoptychocarpus killipii
Neoptychocarpus killipii är en videväxtart som först beskrevs av Joseph Vincent Monachino, och fick sitt nu gällande namn av Buchheim. Neoptychocarpus killipii ingår i släktet Neoptychocarpus och familjen videväxter. Inga underarter finns listade i Catalogue of Life.